# Pasterskie Skały

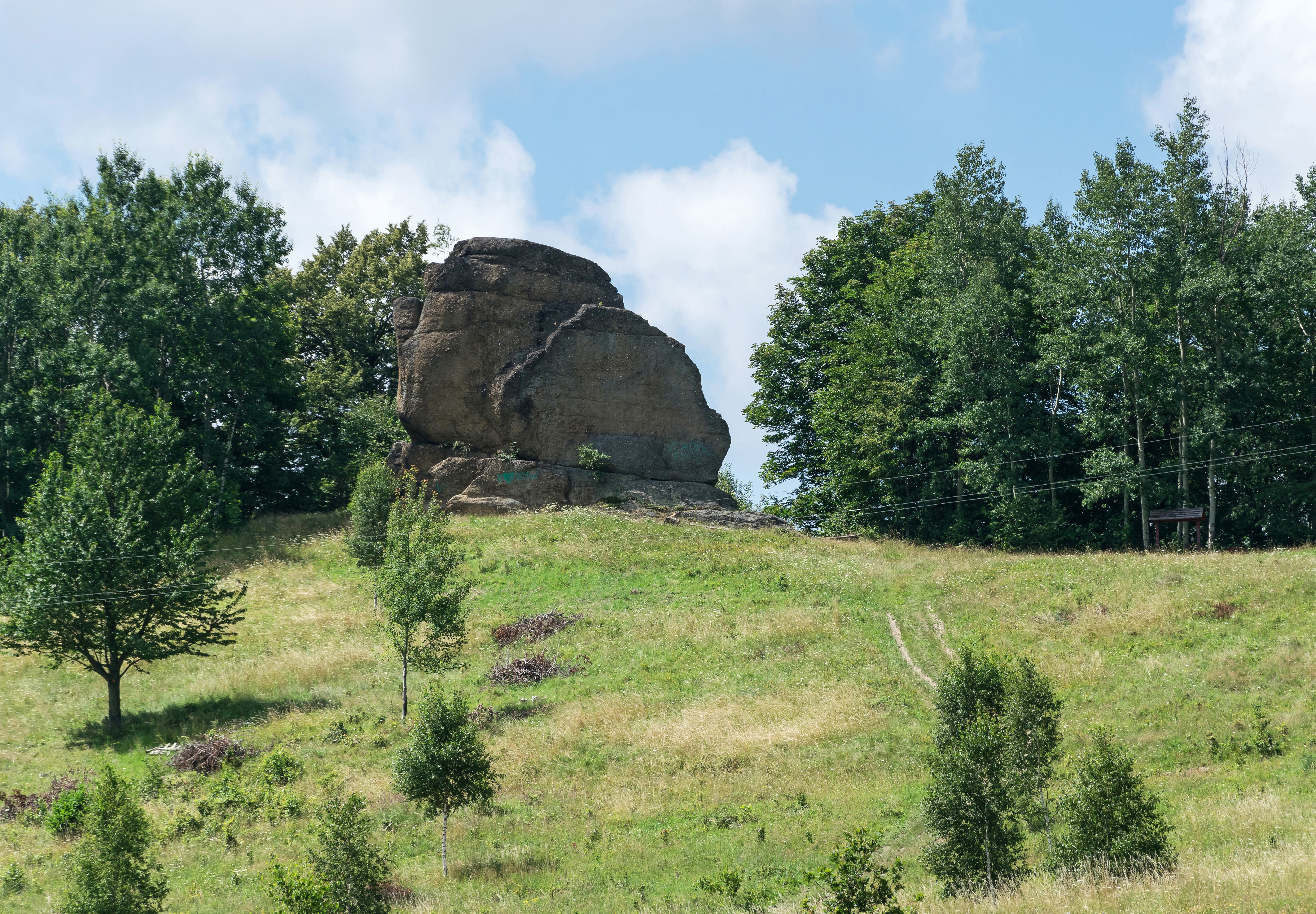
Skała „Dyskobol”, widok od zachodu

Pasterskie Skały – grupa malowniczych skał w południowo-zachodniej Polsce w Sudetach Środkowych, w województwie dolnośląskim, powiecie kłodzkim.

## Położenie i opis
Grupa skalna położona w środkowo-wschodniej części Wysoczyzny Idzikowa, na niewysokim grzbiecie o kulminacji 591 m n.p.m., stanowiącym wschodnią krawędź Wysoczyzny Idzikowa, w granicach administracyjnych około 0,6 km w kierunku północnym od Idzikowa.
Grupę tworzy ciąg siedmiu skał o dość charakterystycznej formie, wyrastających pionowo na długości ok. 200 metrów z dość wąskiego grzbietu Wysoczyzny Idzikowa, które pod wieloma względami są wielką osobliwością stanowiąc perełkę ziemi kłodzkiej. Cztery skały są większe, jedna średnia, pozostałe dwie to duże głazy. Skały mają formę płaskich ścian, iglic i żylet o wysokości do 10 m, szerokości od 8 do 20 m i grubości od 1,5 do 3 m, ustawionych w kierunku N-S. Skały zbudowane są z górnokredowych piaskowców i gruboziarnistych zlepieńców głównie kwarcowych z otoczakami skał metamorficznych i kredowych margli. Warstwy skał zapadają pionowo stanowiąc fragment fleksury w miejscu dyslokacji, która powstała w wyniku alpejskich ruchów górotwórczych, wynoszących Masyw Śnieżnika. Sztywne skały metamorficzne głównie zalegające głębiej gnejsy, pękły w wyniku czego powstał uskok wyraźnie widoczny w rzeźbie terenu, jego przejawem jest wznoszący się 0,5 km na wschód stromy stok Suchonia. Nazwa skał związana jest z legendą o pasterzach, którzy wzgardzili chlebem, za co zamienieni zostali w skały.
Pasterskie Skały są jedyną w tym rejonie grupą ostańców przetrwałych z pionowego fragmentu fleksury. Skały objęte są ochroną jako pomnik przyrody.

## Turystyka
- Do skał nie prowadzi znakowane dojście – można dojść od pętli autobusowej w Idzikowie boczną drogą na wieś Kamienną. Przy zakręcie drogi za Idzikowem należy odbić w lewo pod górę wyjeżdżonym duktem na grzbiet[1].
- Ze stoków wzniesienia, na którym znajdują się Pasterskie Skały, roztacza się widok na Rów Górnej Nysy, Igliczną, Suchoń, Czarną Górę i okoliczne wzniesienia[2].